# Azométhane
L'azométhane ou diméthyldiazène est un composé azoïque gazeux de formule brute C2H6N2, comportant un groupe azo R-N=N-R' et deux radicaux méthyle CH3. Son oxyde, l'azoxyméthane, est considéré comme neurotoxique et cancérogène,. L'azométhane existe en deux isomères cis et trans.
Il est obtenu par oxydation de la 1,2-diméthylhydrazine en présence de chlorure de cuivre(II).